# Цикалеши, Соколь
Соколь Цикалеши (алб. Sokol Cikalleshi; 27 июля 1990 года, Кавая) — албанский футболист, нападающий турецкого клуба «Коньяспор» и национальную сборную Албании.

## Клубная карьера
Соколь Цикалеши, родившийся в албанском городе Кавая, с 14 лет занимался футболом в местном клубе «Беса». 17 мая 2008 года он дебютировал на высшем уровне, выйдя на замену во втором тайме в последнем туре албанской Суперлиги 2007/08, в гостевой встрече против «Теуты». Следующий сезон Цикалещи провёл в основном выступая за молодёжную команду. В чемпионате 2009/10 он вместе с Даниэлем Джафаем и Виоресином Синани составлял ударную силу «Бесы», одной из лучших в лиге. Первый гол в Суперлиге Цикалеши забил 29 августа 2009 года, открыв счёт в гостевом поединке против «Шкумбини». Сезон 200910 выдался одним из лучших в истории «Бесы», ставшей второй в чемпионате и выигравшей Кубок Албании 2009/10. Немалую роль в последнем успехе сыграл Цикалеши, забивший победный гол в ворота «Шкумбини» в полуфинале турнира.
Позднее на правах аренды Цикалеши поиграл за албанские клубы «Скендербеу» и «Тирана», южнокорейский «Инчхон Юнайтед». В 2013 году он стал футболистом албанского «Кукеси», а ещё через год подписал контракт с хорватским «Сплитом».
6 июня 2015 года Цикалеши перешёл в клуб турецкой Суперлиги «Истанбул Башакшехир», четырёхлетнее соглашение обошлось турецкому клубу в 1,8 миллион евро.

## Карьера в сборной
Соколь Цикалеши провёл ряд матчей за юношеские и молодёжные сборные Албании. 17 февраля 2010 года он дебютировал за главную национальную команду в товарищеском матче против сборной Косова. А свой первый гол в её составе он забил 16 ноября 2015 года в товарищеской встрече со сборной Грузии, сравняв счёт на четвёртой добавленной минуте.

## Статистика выступлений

### В сборной
| №  | Дата             | Оппонент             | Счёт | Голы  | Пасы | Карточки | Минуты | Соревнование             |
| -- | ---------------- | -------------------- | ---- | ----- | ---- | -------- | ------ | ------------------------ |
| 1  | 31 мая 2014      | Румыния              | 0:1  | —     | —    | —        | 45'    | Товарищеский матч        |
| 2  | 4 июня 2014      | Венгрия              | 0:1  | —     | —    | —        | 90'    | Товарищеский матч        |
| 3  | 8 июня 2014      | Сан-Марино           | 3:0  | —     | —    | —        | 31'    | Товарищеский матч        |
| 4  | 7 сентября 2014  | Португалия           | 1:0  | —     | —    | —        | 8'     | Отбор ЧЕ-2016 (группа I) |
| 5  | 11 октября 2014  | Дания                | 1:1  | —     | —    | —        | 21'    | Отбор ЧЕ-2016 (группа I) |
| 6  | 14 ноября 2014   | Франция              | 1:1  | —     | —    | —        | 90'    | Товарищеский матч        |
| 7  | 18 ноября 2014   | Италия               | 0:1  | —     | —    | —        | 78'    | Товарищеский матч        |
| 8  | 29 марта 2015    | Армения              | 2:1  | —     | —    | 90'      | 90'    | Отбор ЧЕ-2016 (группа I) |
| 9  | 13 июня 2015     | Франция              | 1:0  | —     | —    | 44'      | 88'    | Товарищеский матч        |
| 10 | 4 сентября 2015  | Дания                | 0:0  | —     | —    | —        | 90'    | Отбор ЧЕ-2016 (группа I) |
| 11 | 7 сентября 2015  | Португалия           | 0:1  | —     | —    | —        | 86'    | Отбор ЧЕ-2016 (группа I) |
| 12 | 8 октября 2015   | Сербия               | 0:2  | —     | —    | —        | 21'    | Отбор ЧЕ-2016 (группа I) |
| 13 | 11 октября 2015  | Армения              | 3:0  | —     | —    | —        | 58'    | Отбор ЧЕ-2016 (группа I) |
| 14 | 13 ноября 2015   | Косово               | 2:2  | —     | —    | —        | 54'    | Товарищеский матч        |
| 15 | 16 ноября 2015   | Грузия               | 2:2  | 90+4′ | —    | —        | 25'    | Товарищеский матч        |
| 16 | 26 марта 2016    | Австрия              | 1:2  | —     | 1    | —        | 45'    | Товарищеский матч        |
| 17 | 29 марта 2016    | Люксембург           | 2:0  | 75′   | —    | —        | 61'    | Товарищеский матч        |
| 18 | 29 мая 2016      | Катар                | 3:1  | —     | —    | —        | 45'    | Товарищеский матч        |
| 19 | 2 июня 2016      | Украина              | 1:3  | —     | —    | —        | 30'    | Товарищеский матч        |
| 20 | 11 июня 2016     | Швейцария            | 0:1  | —     | —    | —        | 16'    | ЧЕ-2016 (группа A)       |
| 21 | 31 августа 2016  | Марокко              | 0:0  | —     | —    | —        | 90'    | Товарищеский матч        |
| 22 | 6 октября 2016   | Лихтенштейн          | 2:0  | —     | —    | —        | 21'    | Отбор ЧМ-2018 (группа G) |
| 23 | 24 марта 2017    | Италия               | 0:2  | —     | —    | —        | 90'    | Отбор ЧМ-2018 (группа G) |
| 24 | 28 марта 2017    | Босния и Герцеговина | 1:2  | —     | —    | —        | 12'    | Товарищеский матч        |
| 25 | 4 июня 2017      | Люксембург           | 1:2  | —     | —    | —        | 45'    | Товарищеский матч        |
| 26 | 11 июня 2017     | Израиль              | 3:0  | —     | —    | —        | 21'    | Отбор ЧМ-2018 (группа G) |
| 27 | 29 мая 2018      | Косово               | 0:3  | —     | —    | —        | 90'    | Товарищеский матч        |
| 28 | 3 июня 2018      | Украина              | 1:4  | —     | —    | —        | 33'    | Товарищеский матч        |
| 29 | 8 июня 2019      | Исландия             | 0:1  | —     | —    | —        | 79'    | Отбор ЧЕ-2020 (группа H) |
| 30 | 11 июня 2019     | Молдова              | 2:0  | 65′   | —    | —        | 32'    | Отбор ЧЕ-2020 (группа H) |
| 31 | 7 сентября 2019  | Франция              | 1:4  | 90′   | —    | —        | 29'    | Отбор ЧЕ-2020 (группа H) |
| 32 | 10 сентября 2019 | Исландия             | 4:2  | 82′   | —    | 56'      | 90'    | Отбор ЧЕ-2020 (группа H) |
| 33 | 11 октября 2019  | Турция               | 0:1  | —     | —    | —        | 83'    | Отбор ЧЕ-2020 (группа H) |
| 34 | 14 октября 2019  | Молдова              | 4:0  | 22′   | —    | 57'      | 76'    | Отбор ЧЕ-2020 (группа H) |

Итого: сыграно матчей: 34 / забито голов: 6; победы: 12, ничьи: 6, поражения: 16. eu-football.info.

## Достижения

### Командные
«Беса»
- Обладатель Кубка Албании по футболу (1): 2009/10
- Обладатель Суперкубка Албании по футболу (1): 2010

«Скендербеу»
- Обладатель Кубка Албании по футболу (1): 2010/11

### Личные
- Лучший бомбардир Кубка Турции : 2016/17 (6 голов)